# جنگل‌های بکر کومی
جنگل‌های بکر کومی یک میراث جهانی طبیعی یونسکو است که در شمال کوه‌های اورال در جمهوری کومی، روسیه واقع است و با داشتن مساحتی بالغ بر ۳۲٬۸۰۰ کیلومتر مربع بزرگ‌ترین جنگل بکر در اروپا به‌شمار می‌روند.